# Yesha Council

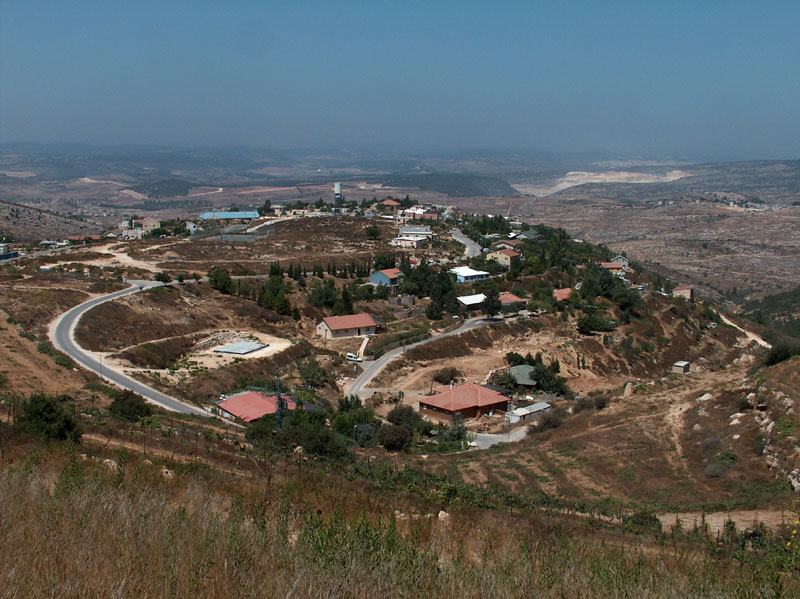
Bosättningen Bat Ayin

Yesha Council (hebreiska: מועצת יש"ע, Mo'etzet Yesha, en akronym för Yehuda Shomron, Aza, bokstavligt översatt "Judeen-, Samarien- och Gazarådet") är en paraplyorganisation för lokala styren för israeliska bosättningar på Västbanken, och – tidigare – Gazaremsan.
Rådet grundades på 1970-talet som en efterföljare till Gush Emunim ("De troendes block"), en organisation som hade bildats för att främja judiska bosättningar på Västbanken och i Gazaremsan, vilket de ansåg vara judarnas återvändande till sitt bibliska hemland. Rådet består av 24 valda borgmästare och tio andra samhällsledare. Yesha Council representerar samhällen med en sammanlagd befolkning på omkring en halv miljon. 
Rådet arbetar med frågor om lokal administration och säkerhet och är också en lobbyorganisaton och PR-organisation.
Åren 2010–2012 var Naftali Bennett rådets verksamhetsledare.

## Ordförande
| Namn                | Period    | Andra offentliga uppdrag                                             |
| ------------------- | --------- | -------------------------------------------------------------------- |
| Israel Harel        | 1980–1995 | Grundare av Yesha Council                                            |
| Pinchas Wallerstein | 1995–1999 |                                                                      |
| Benny Kashriel      | 1999–2001 |                                                                      |
| Benzi Lieberman     | 2002–2007 |                                                                      |
| Dani Dayan          | 2013–2017 | Israels generalkonsul i New York och styrelseordförande i Yad Vashem |
| Hananel Dorani      | 2017–2019 |                                                                      |
| David Elhayani      | 2019–2022 |                                                                      |
| Shlomo Ne’eman      | 2022–     |                                                                      |